# Richie Spice
Richie Spice född Richell Bonner 8 september 1971, är en reggaeartist från Jamaica.
Bland Spice låtar kan nämnas debutsingeln "Living Ain’t Easy", samt Spice’s första hit "Grooving My Girl". Både låtarna, liksom "Earth Run Red" var alla med på albumet Universal. Åren 2000 tillbringade Spice med att spela på flera konserter och festivaler på Jamaica och blev medlem i Fifth Element Crew. Sommaren 2004 släppte Fifth Element Records albumet Spice In Your Life, Albumet korades till årets bästa reggaealbum av New York Times. Albumet innehöll bland annat hitlåten "Ghetto Girl".
I Sverige har Spice uppträtt på Uppsala Reggae Festival 2004 och 2008.

## Diskografi
Studioalbum
- 1996 – Out Of The Blue
- 1999 – Living Ain't Easy
- 2000 – Universal
- 2004 – Spice In Your Life
- 2007 – Motherland Africa
- 2007 – In The Streets To Africa
- 2008 – Gideon Boot
- 2011 – Book of Job
- 2012 – Soothing Sounds[4]

Singlar (urval)
- 1994 – "Killing A Sound" / "Killing A Sound (Version)"
- 1995 – "Hold Me" / "Hold Me (Version)"
- 1996 – "Get Out A Town" / "Version"
- 1998 – "Earth A Run Red" / "Sweet River Rock Rhythm"
- 2003 – "Black Like a Tar" / "Rhythm (Stress)"
- 2003 – "No War" / "Corrida"
- 2004 – "Freedom" / "Free"
- 2006 – "Brown Skin" / "Open the Door"
- 2006 – "Marijuana" / "Version"
- 2006 – "Youths a So Cold" / "Truth an Rights Riddim"
- 2008 – "The Plane Land" / "Wrap Up A Draw"

Samlingsalbum
- 2005 – Toe 2 Toe (med Jah Cure)